# 아오다니촌
아오다니촌(일본어: 青谷村)은 일본 교토부 쓰즈키군에 설치되었던 촌이다. 현재의 조요시 남동단에 해당한다.